# Гарашковка
Гарашковка (укр. Гарашківка) — село, 
Борщовский сельский совет,
Печенежский район,
Харьковская область.
Код КОАТУУ — 6324681003. Население по переписи 2001 года составляет 155 (68/87 м/ж) человек.

## Географическое положение
Село Гарашковка находится на левом берегу реки Хотомля,
выше по течению на расстоянии в 0,5 км расположено село Гусловка,
ниже по течению на расстоянии в 5 км расположено село Першотравневое,
на противоположном берегу — село Паськовка (Волчанский район).

## История
- 1680 — дата основания.

## Достопримечательности
- Братская могила советских воинов. Похоронено 355 воинов.